# Selenia lactimarginata
Selenia lactimarginata är en fjärilsart som beskrevs av Edward Alfred Cockayne 1952. Selenia lactimarginata ingår i släktet Selenia och familjen mätare. Inga underarter finns listade.